# Hans Wratzlawek
Hans Wratzlawek (* 13. September 1913; † unbekannt) war ein deutscher Fußballspieler.

## Karriere
Wratzlawek gehörte dem amtierenden Südostdeutschen Meister Beuthener SuSV 09 als Stürmer an, für den er in der letzten vom Südostdeutschen Fußball-Verband organisierten Meisterschaft die Saison 1932/33 in der A-Klasse Oberschlesien Punktspiele bestritt. Die Saison als Zweitplatzierter hinter der SV Vorwärts-Rasensport Gleiwitz abgeschlossen, wurde auch das in Hin- und Rückspiel ausgetragene Entscheidungsspiel zweiter oberschlesischer Teilnehmer für die Endrunde um die Südostdeutsche Meisterschaft im Gesamtergebnis von 7:4 gegen den SC Preußen Zaborze gewonnen.
In der im Rundenturnier mit sechs Mannschaften ausgetragenen Finalstaffel im Rahmen der Endrunde ging er mit seiner Mannschaft als Südostdeutscher Meister hervor. Mit diesem Erfolg war er mit seiner Mannschaft auch als Teilnehmer an der Endrunde um die Deutsche Meisterschaft qualifiziert. Sein Debüt am 7. Mai 1933 beim 7:1-Sieg über den SV Prussia-Samland Königsberg auf dem heimischen Hindenburg-Kampfbahn krönte er sogleich mit seinem ersten Tor, dem Treffer zum 5:1 in der 63. Minute. Das Aus im Wettbewerb ereilte ihn und seine Mannschaft zwei Wochen später im Städtischen Stadion zu Nürnberg bei der 0:3-Niederlage gegen den TSV 1860 München.
Von 1933 bis 1937 spielte er in der Gauliga Schlesien, eine von zunächst 16, später auf 23 aufgestockten Gauligen zur Zeit des Nationalsozialismus als einheitlich höchste Spielklasse im Deutschen Reich. Als Meister aus der Premierensaison und seiner letzten Saison hervorgegangen, nahm er mit dem Beuthener SuSV 09 zwei weitere Male an der Endrunde um die Deutsche Meisterschaft teil. Die in vier Gruppen zu je vier Mannschaften ausgetragene Meisterschaft beendete er nach sechs Spielen der Gruppe A, in denen er sieben Tore erzielte, als Zweitplatzierter. Nur gegen den verlustpunktfreien Gruppensieger, dem BFC Viktoria 1889, erzielte er im dritten Gruppenspiel am 22. April 1934 kein Tor und schied somit aus dem Wettbewerb aus. 1936/37 spielte seine Mannschaft erneut in der Gruppe A, die als Letzter belegt wurde; Wratzlawek erzielte in fünf Spielen zwei Tore. Zudem kam er in zwei Spielen um den 1935 eingeführten Wettbewerb um den Vereinspokal, dem Tschammerpokal, zum Einsatz. Sein erstes Spiel krönte er am 14. Juni 1936 beim 3:2-Erstrundensieg über den SC Minerva 93 aus Berlin mit seinem einzigen Tor, dem Treffer zum 3:1 in der 83. Minute; sein letztes am 28. Juni 1936 bei der 1:4-Zweitrundenniederlage beim Berliner SV 1892.

## Erfolge
- Gaumeister Schlesien 1934, 1937
- Südostdeutscher Meister 1933
- Zweiter der Bezirksmeisterschaft Oberschlesien 1933